# Сыдыкова, Мукен
Мукен Сыдыкова — советский хозяйственный, государственный и политический деятель, Герой Социалистического Труда.

## Биография
Родилась в 1933 году на территории современной Иссык-Кульской области. Член КПСС.
С 1950 года — на хозяйственной, общественной и политической работе. В 1950—1990 гг. — швея-мотористка Фрунзенского производственного швейного объединения «1 Мая» Министерства лёгкой промышленности Киргизской ССР.
Указом Президиума Верховного Совета СССР от 17 марта 1981 года за выдающиеся производственные достижения, досрочное выполнение заданий десятой пятилетки и социалистических обязательств, проявленную трудовую доблесть присвоено звание Героя Социалистического Труда с вручением ордена Ленина и золотой медали «Серп и Молот».
Проживает в Бишкеке.